# Міяґава Асато
Міяґава Асато (яп. 宮川 麻都; нар. 24 лютого 1998) — японська футболістка. Вона грала за збірну Японії.

## Клубна кар'єра
У 2016 році дебютувала в «Ніттере Бередза».

## Кар'єра в збірній
У червні 2019 року, її викликали до національної збірної Японії на SheBelieves Cup. На цьому турнірі, 2 березня, вона дебютувала в збірній у поєдинку проти Бразилії. У складі японської збірної учасниця жіночого чемпіонату світу 2019 року. З 2019 рік зіграла 9 матчів в національній збірній.

## Статистика виступів
| Збірна Японії | Збірна Японії | Збірна Японії |
| Рік           | Матчі         | Голи          |
| ------------- | ------------- | ------------- |
| 2019          | 9             | 0             |
| Загалом       | 9             | 0             |